# Präsidentschaftswahl in Griechenland 2020

Standarte der Präsidentin

Die Präsidentschaftswahl in Griechenland 2020 fand am 22. Januar 2020 statt. 
Die unabhängige Katerina Sakellaropoulou war die einzige Kandidatin, wurde im ersten Wahlgang gewählt und am 13. März 2020 zur ersten Präsidentin des Landes vereidigt.

## Rechtlicher Rahmen
Die Wahl des Staatsoberhauptes wird in Artikel 32 der griechischen Verfassung geregelt. Im ersten und zweiten Wahlgang war eine Zweidrittelmehrheit erforderlich; das entsprach 200 von 300 Stimmen. Wäre die Wahl in den ersten beiden Durchgängen gescheitert, wäre im dritten Anlauf eine Stimmenzahl von in diesem Fall 180 benötigt gewesen.

## Kandidatin

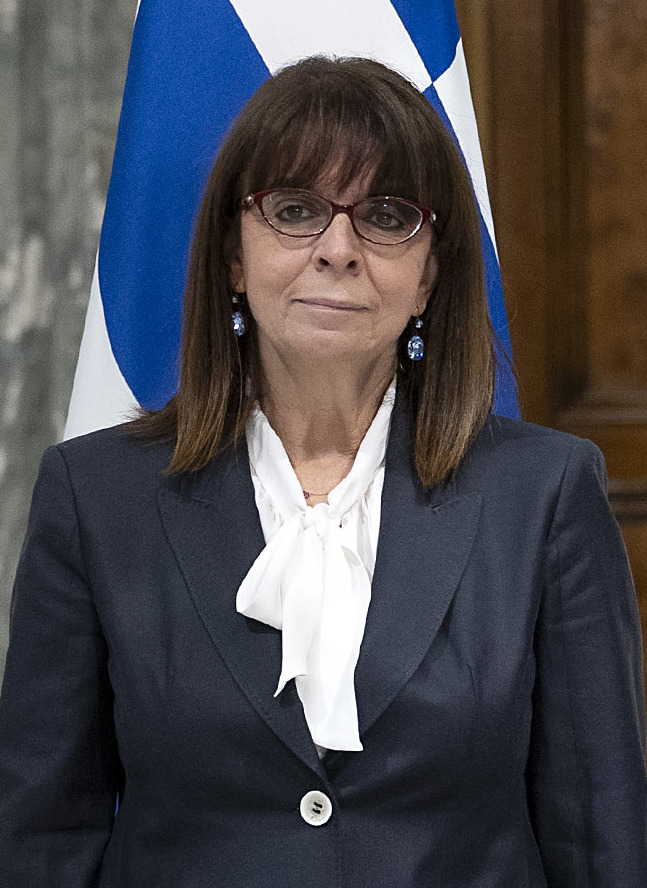
Katerina Sakellaropoulou

Der amtierende Präsident Prokopis Pavlopoulos wurde von der Regierung nicht mehr zur Wiederwahl vorgeschlagen.

## Die Wahl

### Zusammensetzung des Parlamentes
| Partei                                       | Sitze |
| -------------------------------------------- | ----- |
| Nea Dimokratia (ND)                          | 158   |
| Synaspismos Rizospastikis Aristeras (SYRIZA) | 86    |
| Kinima Allagis (KINAL)                       | 22    |
| Kommunistische Partei Griechenlands (KKE)    | 15    |
| Elliniki Lysi (EL)                           | 10    |
| MeRA25                                       | 9     |
| Gesamt                                       | 300   |

### Wahlergebnis
Katerina Sakellaropoulou wurde im ersten Wahlgang gewählt.
| Kandidatin               | Stimmen |
| ------------------------ | ------- |
| Katerina Sakellaropoulou | 261     |
| Enthaltungen             | 33      |
| Abgegebene Stimmen       | 294     |
| Keine Stimmabgabe        | 6       |
| Gesamt                   | 300     |